# Université d'Adélaïde
L'université d'Adélaïde (en anglais : The University of Adelaide) est une université publique située dans la ville d'Adélaïde en Australie-Méridionale. Créée en 1874, l'université est la troisième plus ancienne université d'Australie. Elle a eu trois lauréats du prix Nobel, une centaine de boursiers Rhodes et elle fait partie du Group of Eight des universités australiennes ainsi que des Sandstone universities.
Son campus principal est situé sur le boulevard North Terrace en centre-ville à proximité d'institutions aussi célèbres que la Galerie d'art de l'Australie méridionale, le Musée d'Australie méridionale et la Bibliothèque Nationale d'Australie méridionale. L'université a aussi quatre autres campus à travers la ville : Roseworthy College à Roseworthy, Waite Institute à Glen Osmond, l'Adelaide University Research Park à Thebarton et le National Wine Centre dans l'Adelaide Park Lands.

## Histoire
L'université a été créée le 6 novembre 1874, après un don de 20 000 £ par un  important éleveur et chaudronnier Walter Watson Hughes. C'est la troisième plus ancienne université d'Australie. Son premier chancelier fut Sir Richard Hanson et le premier vice-chancelier Augustus Short. Le premier diplôme proposé fut le baccalauréat en arts que l'université commença à enseigner en mars 1876. En 1881, l'université fut la première université australienne à admettre des femmes dans sa section sciences et la première diplômée en sciences fut Edith Emily Dornwell. Le grand hall de l'université, Bonython Hall, fut construit en 1936 grâce à un don du propriétaire du journal The Advertiser, Sir Langdon Bonython.

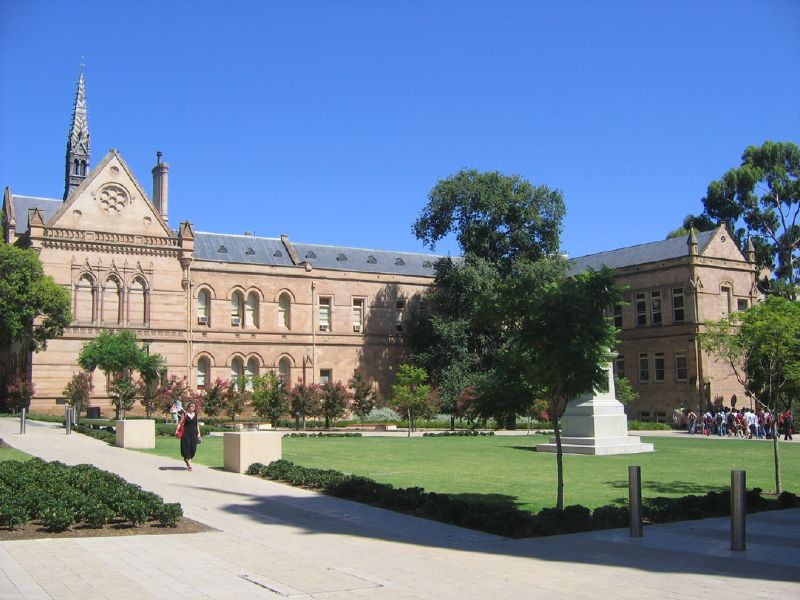
L'université d'Adélaïde

Les scientifiques de l'université d’Adélaïde William Bragg, Lawrence Bragg, Howard Florey, Robin Warren sont des lauréates du prix Nobel.
En 1967, un lanceur lance le premier satellite australien WRESAT-1 construit par Australian Weapons Research et l'université d’Adélaïde depuis Woomera. L'Australie devient ainsi la troisième nation à placer un satellite en orbite. L'astronaute Andy Thomas a étudié à l'Université d'Adélaïde.

## Facultés
L'université d'Adélaïde est divisée en cinq facultés qui comprennent chacune un certain nombre d'écoles :
- Faculté des sciences de l'ingénieur, de l'informatique et des sciences mathématiques (Faculty of Engineering, Computer & Mathematical Sciences) qui comprend les écoles suivantes :
  - Australian School of Petroleum (ASP) ;
  - School of Chemical Engineering ;
  - School of Civil & Environmental Engineering ;
  - School of Computer Science ;
  - Education Centre for Innovation & Commercialisation;
  - School of Electrical & Electronic Engineering ;
  - School of Mathematical Sciences ;
  - School of Mechanical Engineering.

- Faculté des sciences de la santé (Faculty of Health Sciences) avec les écoles suivantes :
  - University of Adelaide School of Dentistry ;
  - School of Medical Sciences; Medical School ;
  - School of Paediatrics & Reproductive Health ;
  - School of Population Health & Clinical Practice ;
  - School of Psychology.

- Faculté des lettres et des sciences humaines (Faculty of Humanities & Social Sciences) avec :
  - Elder Conservatorium of Music ;
  - School of History & Politics ;
  - School of Humanities ;
  - School of Social Sciences ;
  - Wilto Yerlo Centre for Australian Indigenous Research & Studies.

- Faculté des professions (Faculty of the Professions) avec les écoles :
  - Graduate School of Business ;
  - School of Architecture, Landscape Architecture & Urban Design ;
  - School of Commerce ;
  - School of Economics ;
  - School of Education ;
  - Law School.

- Faculté des sciences (Faculty of Sciences) avec :
  - School of Agriculture, Food & Wine ;
  - School of Chemistry & Physics ;
  - School of Earth & Environmental Sciences ;
  - School of Molecular & Biomedical Science.

Grâce à ses capacités de recherches, l'université a su vendre son savoir et sa recherche. Elle signe d'importants contrats de recherche et de collaboration avec des sociétés locales ou internationales ainsi qu'avec des services de la région, l'état ou la fédération. Cette activité est gérée par l'Adelaide Research & Innovation Pty Ltd (ARI).  
Quelques-uns des exemples de ces accords sont la création de la Defence Science and Technology Organisation (DSTO) dans les quartiers nord d'Adélaïde, pour laquelle l'université fournit beaucoup de diplômés et par suite du développement de la culture de la vigne et de l'industrie viticole la création du Waite and National Wine Centre, qui produit des spécialistes en viticulture et œnologie.

## Personnalités liées à l'université
- William Henry Bragg
- John Maxwell Coetzee
- Fay Gale
- Julia Gillard
- Robin Warren
- Ghil'ad Zuckermann
- Hieu Van Le
- Tony Tan Keng Yam